# Eugenia cacuminum
Eugenia cacuminum là một loài thực vật có hoa trong Họ Đào kim nương. Loài này được Standl. & Steyerm. mô tả khoa học đầu tiên năm 1940.